# Поезд Троцкого
Поезд Троцкого (Поезд председателя Реввоенсовета Республики) — личный бронированный железнодорожный состав народного комиссара военно-морских дел РСФСР Льва Троцкого, сформированный по его приказу в 1918 году. Включал в себя телеграфную станцию, библиотеку, типографию, радиоузел, автомобильный гараж и небольшой авиаотряд. В штат сотрудников поезда входило множество военных и гражданских специалистов-снабженцев. В поезде издавалась собственная газета «В пути», служившая для агитации среди красноармейцев: в её новостных материалах освещались как внутрироссийские, так и мировые события. Бронепоезд и его экипаж неоднократно подвергались авиационным и артиллерийским налётам противника, а иногда были вынуждены принимать и непосредственное участие в боевых действиях.
За время Гражданской войны состав посетили многие известные большевистские деятели, включая Иосифа Сталина, а также журналисты и писатели. «Поезд победы», награждённый в 1919 году орденом Красного Знамени, способствовал формированию Красной армии и последующему закреплению власти большевиков в Советской России. В 1922 году предполагалось устроить показ знаменитого поезда на выставке, а также провести «Неделю истории поезда»; в дальнейшем, в связи с опалой Троцкого, история поезда замалчивалась в СССР.

## Формирование и история

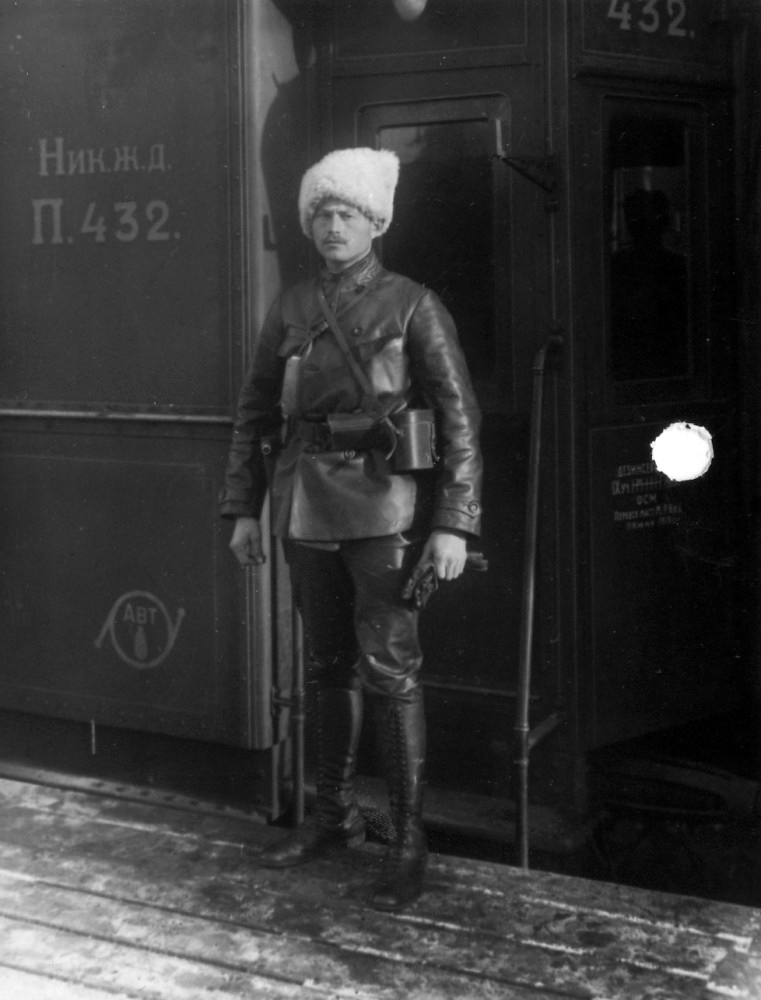
Р. А. Петерсон около поезда

17 марта 1918 года Лев Троцкий — не имевший военного образования и никогда не служивший в армии, но бывший военным корреспондентом как в годы Балканских войн, так и во время Первой мировой войны, — вступил в две ключевые военные должности в недавно созданной Советской Республике: он стал председателем Высшего военного совета и, одновременно, наркомом по военным делам. Приказ сформировать личный поезд Троцкий отдал в начале августа 1918 года — сразу же после возвращения в Москву из Петрограда, где он участвовал во II съезде Советов Северной области; состав был сформирован в ночь с 7 на 8 августа, после чего Троцкий отправился в Свияжск, к главкому Иоакиму Вацетису, находившемуся в тот момент на Восточном фронте Гражданской войны.
Секретарь Троцкого М. С. Глазман оставил неопубликованные воспоминания о том, в какой спешке формировался этот железнодорожный состав:
…Выезжаем на Казанский вокзал. Там полная неразбериха. Поезд не составлен. Вагоны разбросаны по путям. Никто не знает, что нужно делать, куда грузить вещи, машины, куда садиться. Наконец, находим места, рассаживаемся…
Отдельные сложности были связаны с необходимостью разместить людей и оборудование в ограниченном пространстве: Рудольфу Петерсону, отвечавшему за связь, с трудом удалось поместить в двух купе семь телефонисток и одну стенографистку. Состав был вооружён: на крышах вагонов были поставлены пулемёты, позже они появились на площадках всех вагонов и паровозов.
Начальником поезда, которому ещё только предстояло «стать знаменитым», был назначен С. В. Чикколини, член ВЦИКа, однако он недолго занимал эту должность и вскоре был отправлен в Москву. Позже Чикколини стал председателем ревтрибунала Южного фронта. Следующим начальником поезда стал Рудольф Петерсон: в этой должности он пробыл почти всю Гражданскую войну. Биографы Троцкого отмечали, что Петерсон, служивший во время Первой мировой войны телефонистом, был человеком только с начальным образованием, но с «организаторской и военной смёткой». В поле зрения Троцкого он попал во время своего пребывания в Московском военном комиссариате.
С 8 августа 1918 года, когда состав Председателя Реввоенсовета Республики впервые покинул московский Казанский вокзал, он совершил тридцать шесть рейсов, только официально пройдя свыше ста тысяч километров, то есть два с половиной раза «обогнул» земной шар. При этом реальный пройденный путь, скорее всего, был в несколько раз больше. Сам Троцкий писал:
Тогда я не думал, что в этом поезде мне придётся провести два с половиной года.
Маршруты штабного поезда держались большевиками в строжайшем секрете: их составляли таким образом, чтобы максимально затруднить для противника понимание, на какой конкретно участок фронта Гражданской войны отправляется нарком.

### Безопасность и бой под Свияжском

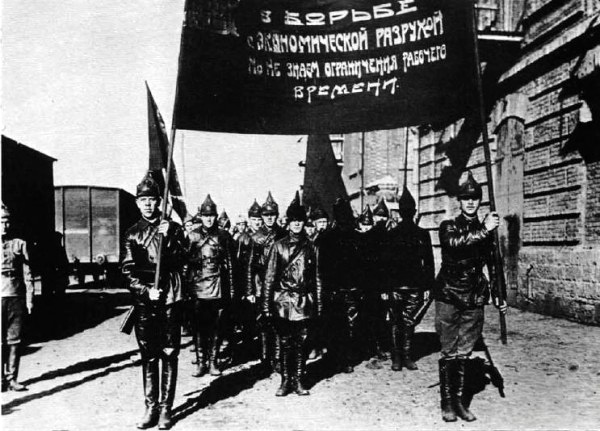
«Кожаная сотня» Троцкого

В ночное время все вагоны, кроме того, в котором размещалась охрана, тщательно запирались. Железнодорожные станции, на которых останавливался состав, очищались от людей сотрудниками ВЧК незадолго до прибытия поезда. Уже в 1918 году поезд и его команда оказались в бою под Свияжском: получив информацию о том, что в городе находится один из крупных большевистских руководителей, белые под командованием генерала Владимира Каппеля решили совершить рейд; когда более тысячи белогвардейцев нанесли внезапный удар и отрезали поезд от основных про-большевистских сил, красноармейцы запаниковали, бросили другой бронепоезд, «Свободная Россия», и разбежались. Однако отряд наркомовского поезда вместе с обслуживающим персоналом оказал упорное сопротивление и дождался помощи.

### Другие происшествия

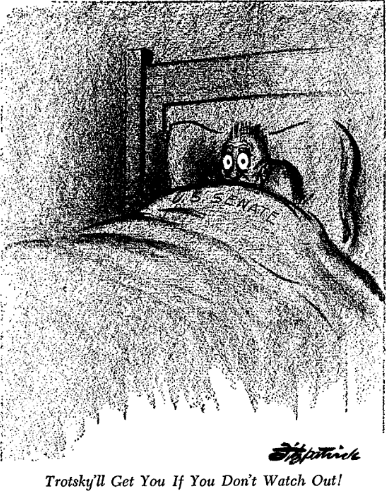
Американская карикатура времён первой «красной угрозы» (1919). Американский Сенат дрожит от страха перед призраком Троцкого: «Если ты не будешь остерегаться, Троцкий доберётся до тебя!»

Во время боёв под Казанью из команды поезда был сформирован кавалерийский отряд, успешно участвовавший в установлении советской власти в городе. В 1919 году Троцкий в своём поезде был почти пленён войсками адмирала Колчака. Кроме того, 16 мая 1919 года на станции Насветевич Екатерининской железной дороги поезд Троцкого потерпел крушение, однако жертв не было.  Сам Троцкий вспоминал об этом событии:
Ночью меня подкинуло, и я почувствовал ту жуть, которую чувствуют во время землетрясения: почва уходит из-под ног, нет опоры. …вагон встал ребром и замер. В ночной тишине раздавался лишь одинокий слабый, жалобный голос. Тяжёлые двери вагона так перекосило, что они не открывались, выйти нельзя было. Никто не показывался, и это рождало тревогу. Не враги ли? С револьвером в руке я выскочил через окно и натолкнулся на человека с фонарём. Это был начальник поезда, который не мог пробраться ко мне. Вагон стоял на откосе, зарыв три колеса глубоко в насыпь и подняв три других над рельсами. Задняя и передняя площадки были исковерканы. Передней решеткой придавило к площадке часового.
За годы Гражданской войны противники большевиков неоднократно подвергали наркомовский состав артиллерийским и авиационным налётам:
Поезд завоевал себе ненависть врагов.
В феврале 1920 года тот же поезд был использован Троцким для поездки на Урал «за хлебом для голодных, за топливом для холодных» — точнее, с целью первой инспекции недавно сформированной трудовой армии. Наркомовский поезд вскоре сошёл с рельсов из-за снежного бурана.

## Состав и структура

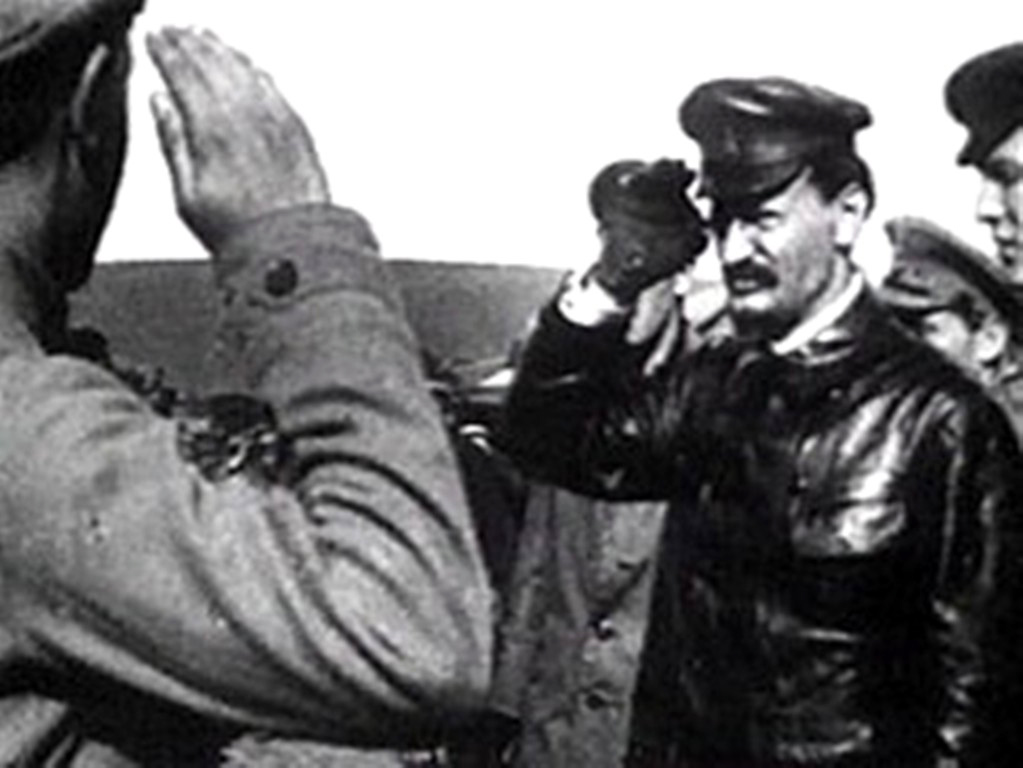
Троцкий в «кожанке»

Первоначально в поезде было всего 15 вагонов, но постепенно он разрастался: появились вспомогательные, охранные и снабженческие поезда, а непосредственно сам наркомовский состав был разделён на две части. В воспоминаниях современников говорилось о появлении Троцкого в том или ином месте «с двумя поездами».
В специальных вагонах размещались: секретариат наркома, телеграфная и радиостанции, небольшая типография, библиотека, автомобильный гараж, электрическая станция и баня. До сих пор не обнаружено источника, в котором упоминалась бы столовая, из этого можно сделать вывод, что Троцкий и его помощники питались непосредственно на рабочем месте (меню им составлял венгерский повар). Сам Лев Давидович размещался в отдельном вагоне, принадлежавшим раньше царскому министру железных дорог, о котором он отзывался как о комфортном, но малопригодном для работы.
Часть вагонов поезда имела броневую защиту. Состав вели сразу два паровоза: один не мог справиться с весом. Когда Троцкий оставался на одном месте, его поезд использовался в качестве курьерского — для доставки экстренных сообщений и прессы; в моменты пребывания Троцкого вдали от фронтов его поезд развозил зерно по городам РСФСР, способствуя экономической мобилизации страны. Наличие в железнодорожном составе телеграфа позволяло обеспечить непрерывную связь Льва Давидовича с главой совнаркома Владимиром Лениным, а также с другими народными комиссарами Советской России. Собственная мощная радиостанция, в свою очередь, давала возможность Троцкому получать оперативные данные как о международной, так и о внутрироссийской ситуации — даже вдали от цивилизации станция принимала парижское радио. Кроме того, поезд доставлял на фронт кожанки и валенки, которыми награждались красноармейцы, отличившиеся в боях с белыми.

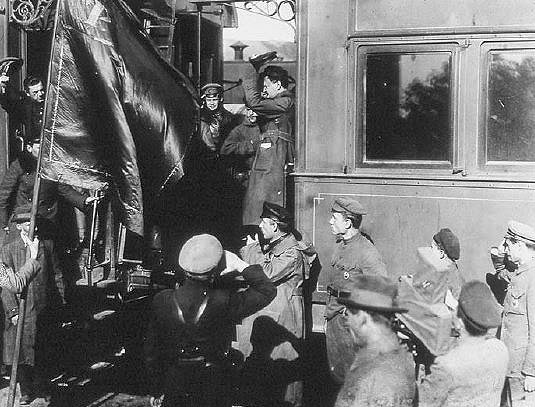
Троцкий на платформе одного из вагонов

### Гараж, библиотека и авиаотряд
По прямому указанию наркома в поезде была создана библиотека, постоянно пополнявшаяся самой разнообразной литературой, в основном социально-экономического, общеполитического и исторического характера. Библиотека собирала новейшую литературу и периодику, а также выполняла отдельные заказы самого Троцкого: к примеру, в марте 1919 года он затребовал книгу Дмитрия Петрушевского «Восстание Уота Тайлера», содержащую сведения о восстании крестьян в Англии 1381 года. По окончании Гражданской войны библиотека была переведена в секретариат наркома по военным и морским делам.
В отдельном гаражном вагоне находились несколько грузовых и легковых автомобилей, обеспечивавших передвижение Троцкого и членов штаба. Для их заправки имелась и отдельная цистерна с топливом. В этих поездках по гарнизонам их сопровождала хорошо вооружённая и экипированная охрана, одетая в знаменитые чёрные кожанки. Безопасность наркома обеспечивали в основном латышские стрелки «кожаной сотни», имевшие репутацию выдержанных, выносливых, жестоких, храбрых и преданных советской власти «хороших бойцов». Сам Лев Давидович также постепенно переоделся в чёрное кожаное обмундирование, вызывавшее неоднозначную реакцию тех, кто помнил его антимилитаризм времён Великой войны. Рядом с наркомом всегда находились и его личные телохранители, что было немаловажно, поскольку, к примеру, в ноябре 1918 года боец Фёдор Горин, будучи нетрезв, пытался застрелить начальника охраны поезда.
Поезд Троцкого имел и собственный авиационный отряд, состоявший из двух самолётов.

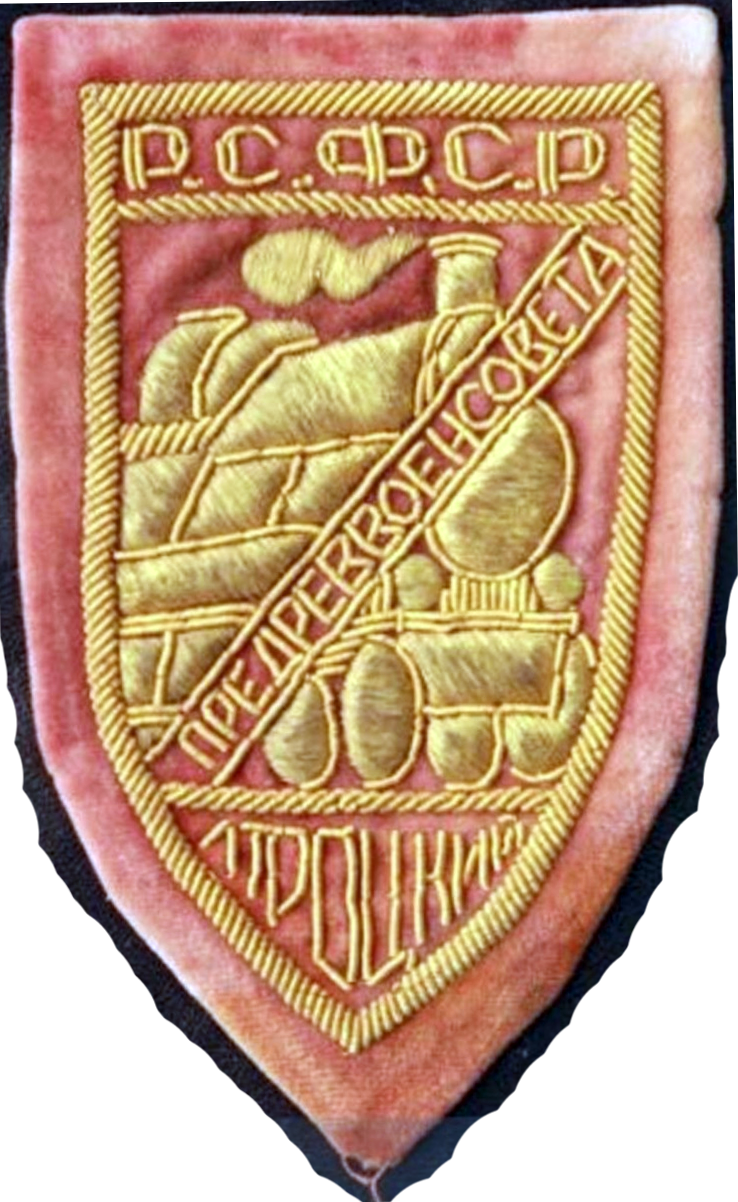
Нарукавный знак бойцов бронепоезда

### Штат сотрудников
В первые месяцы функционирования боевого состава в нём не была ещё установлена штатная структура: вернее, она часто менялась в зависимости от обстоятельств. Но постепенно была введена чёткая служебная иерархия. Команда наркома, составлявшая до 250 человек, получала высокие, по меркам голодных годов Гражданской войны, оклады: в частности, жалованье стенографистки составляло 1950 рублей, что равнялось зарплате начальника службы движения на советской железной дороге. Начальник поезда был приравнен к командиру дивизии. Команда поезда олицетворяла собой как новый режим, так и то будущее общество, которое этот режим обещал построить (являлась «школой коммунизма»). Несмотря на это, пропажа различного оборудования (а иногда — растительного масла и бачков для стирки) из наркомовского состава была нередким явлением; администрации также приходилось вести борьбу как со «спекуляцией», так и с «мешочничеством», которыми занимались члены экипажа.
Центральным звеном поезда был полевой штаб самого наркома, располагавшийся в бывшем вагоне-ресторане; имелся и собственный политотдел. Штаб не был стабильным: в него входили лица, отобранные Троцким специально для каждой поездки. Обычно это были сотрудники основных управлений Красной армии, прежде всего снабженцы. После осмотра соединений того или иного участка фронта в штабе собиралось совещание, на котором присутствовали и представители местных большевистских организаций:
Таким образом, я получал картину положения без фальши и прикрас.
Постепенно в поезде, представлявшем собой «автономную вселенную» (англ. self-contained world), сформировался и личный штат помощников и стенографов Троцкого, включавший инженера Георгия Бутова, Николая Сермукса, Н. В. Нечаева, Игоря Познанского и стенографа М. С. Глазмана:
Они работали днём и ночью, на ходу поезда, который… мчался по разбитым шпалам со скоростью в семьдесят и больше километров, так что свисавшая с потолка вагона карта раскачивалась, как качели.
В апреле 1921 года наркому удалось провести специальное постановление Совета труда и обороны о предоставлении всем его помощникам — «в числе не более 300 человек» — фронтового красноармейского пайка, весьма внушительного по меркам мирного времени. Среди 407 человек, занятых на 80 различных должностях (на январь 1921 года), были и радист, писавший о себе как о еврее и «пролетарском интеллигенте», и молодая неграмотная крестьянка, занимавшаяся стиркой белья сотрудников. В поезде были как доска почёта, так и товарищеский суд, налагавший взыскания, среди прочего, за «антисанитарные привычки» — такие как плевки на пол, мусор от семечек и нерегулярное мытьё. В Москве для сотрудников поезда был выделен дом рядом с вокзалом, в котором они создали коммуну; кроме того, члены команды имели свой клуб и колхоз.
Коммунисты составляли меньшинство среди сотрудников: партсобрания посещали от нескольких десятков до сотни человек. Партийная ячейка формально являлась демократической организацией, но практика была несколько иной: был случай, когда председатель президиума по собственному решению удалил имена двух большевиков из списка членов; во время партийной чистки 1919 года президиум был заменен по решению «сверху», а рядовые члены только проголосовали в поддержку данного изменения; во время восстания в Кронштадте президиум создал Чрезвычайную партийную тройку — с целью восстановления «товарищеской дисциплины». В поезде существовала как своя партийная школа, так и курсы ликвидации безграмотности. С началом перехода к НЭПу четыре человека были исключены из партии. Многих из тех, с кем работал Троцкий и кому он 15 июля 1924 года написал прощальное письмо в связи с демобилизацией, в конце 1920-х годов ждала та же судьба, что и советских партийных оппозиционеров, дожившие же до времён Большого террора были расстреляны.

### Типография «В пути»

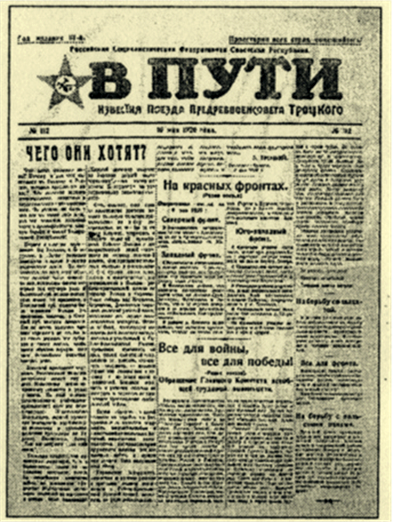
Газета «В пути» (1920)

По пути следования поезда Троцкий вёл активную («неутомимую») литературную деятельность, результаты которой были повторно изданы в 1922—1924 годах в пяти томах. Наряду с приказами военно-оперативного и организационного характера (около 12 000), среди его бумаг встречались и документы агитационно-политические. Наиболее важные статьи, приказы и информационные материалы публиковались Троцким в газете «В пути», печатавшийся прямо в поезде — в собственной типографии, которая занимала два вагона. Первый номер вышел уже 6 сентября 1918 года; полные комплекты газеты не сохранились, но известно, что с сентября 1918 по сентябрь 1920 года было опубликовано 233 номера, то есть около десяти номеров в месяц. Тираж газеты составлял около четырёх тысяч экземпляров. Он распространялся в воинских частях, агитационных пунктах, военных госпиталях, а также и среди местного населения. Многие материалы перепечатывались местными газетами и журналами Советской России, служа не только агитационным, но и образовательным целям. В частности, одна из статей была посвящена обработке и лечению боевых ранений. Иногда продукцию передвижной типографии даже подделывали белые агитаторы.
Главным, хотя и не единственным автором газетных материалов являлся сам Троцкий. Биографы наркома Юрий Фельштинский и Георгий Чернявский утверждали, что его небольшие по объёму статьи были, как правило, «легковесным агитационным материалом», но, поскольку исходили от высшего военного лица, приобретали характер инструкций и директив. Излишне восхваляющие лично Троцкого материалы сам нарком старался в газету не допускать — в частности он писал:
В передовой статье № 18 имеются отзывы по моему адресу. Я считаю крайне неудобным, чтобы в газете, издающейся в нашем поезде, печатались такого рода хвалебные отзывы. Вообще прошу личный момент по возможности устранить.
Периодическое издание первоначально было двухполосным (в 1919 году объём его номеров вырос до четырёх полос) и несколько меньше по формату, чем обычные газеты того времени. Основная информация подавалась так, чтобы быть удобной для визуального восприятия и легко читаться, что было немаловажно для тех, кто только начал читать или читал с трудом. В новостных материалах освещались как мировые события, так и события внутри страны и на фронтах. Для удобства читателя они были сгруппированы по рубрикам: «На линии фронта революции», «Красный фронт», «Телеграммы», «Оперативные резюме», «Советская власть», «За границей», «Началась мировая революция», «Комментарии», «В стане врага», «В контрреволюционном лагере» и так далее.
Среди материалов, подготовленных для газеты самим наркомом, его биографы Ю. Г. Фельштинский и Г. И. Чернявский выделяют два. 7 января 1919 года на железнодорожной станции Курска Троцкий писал статью, озаглавленную «Пора кончать!», в которой выражалась надежда на скорейшее завершение операций на Южном фронте. Вскоре после появления данной статьи генерал Антон Деникин развернул наступление на Москву. 12 апреля, находясь в Нижнем Новгороде, Лев Давидович написал статью «Борьба за Волгу», по оценке Фельштинского и Чернявского, «проникнутую не менее напыщенным казённым оптимизмом» — на этот раз в связи с действиями против Колчака:
Волга должна остаться нашей, советской рекой.
В мемуарах Троцкого имеется упоминание, что коммунистическая ячейка поезда выпускала также свою собственную газету — «На страже». К началу XXI века этого издания обнаружить не удалось, хотя в архивах имелся макет его первого номера.
Помимо газеты «В пути», команда поезда распространяла и другие, по выражению историка Дмитрия Волкогонова, «инструменты духовного воздействия»: к примеру, на протяжении девяти дней сентября 1920 года, во время поездки наркома на Западный (польский) фронт, среди бойцов РККА было распространено почти 150 тысяч экземпляров печатной продукции, включая брошюру Ленина «Детская болезнь „левизны“ в коммунизме», брошюру Бухарина и Преображенского «Азбука коммунизма», книгу Троцкого «Терроризм и коммунизм».

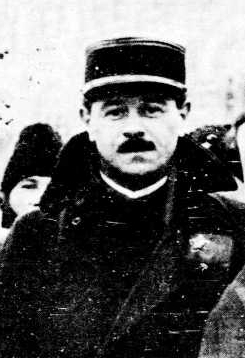
Жак Садуль в Советской России (1922)

### Известные пассажиры
В железнодорожном составе Троцкого — который напоминал профессору Роберту Аргенбрайту «космический корабль, исследующий неизведанные миры» — совершали свои поездки на фронт многие партийные деятели и большевистские пропагандисты (всего около трёх тысяч человек). Троцкий особо обращал внимание на то, чтобы в их числе были журналисты и писатели. В их задачу входило как способствование победе над врагами советской власти, так и освещение личной роли наркома в победах Красной армии. При поездках Троцкого на фронт при нём находились «фотограф и кинематограф», которые фиксировали важные эпизоды борьбы «с игом капитала».
Вместе с Троцким на многочисленные фронты Гражданской войны выезжали Адольф Иоффе, французский журналист Жак Садуль, коммунистический поэт Демьян Бедный, журналист Георгий Устинов, художник Пётр Киселис. Поэтесса Лариса Рейснер посвятила поезду своё стихотворение «Свияжск». Участники этих поездок отмечали «пафос дистанции», строго соблюдавшийся наркомом, подчёркивавшим своё особое положение:
Недавно ещё противник большевизма, [Троцкий] заставил уважать себя и считаться с каждым своим словом, но оставался всё же чуждым элементом... говорил очень авторитетно, а по мере того, как развивались его успехи на фронте, в его поведении появилось даже нечто вызывающее.
Во время Царицынского конфликта поезд наркома посещал и Иосиф Сталин, который тоже провёл большую часть Гражданской войны в пути и у которого также был свой поезд, правда, без поваров и типографии.

## Маршруты поезда
Неполный список посещенных городов, включающий в себя только основные пункты:

### 1918 год
- Восточный фронт: Свияжск, Казань
- Южный фронт: Козлов, Лиски, Бобров, Воронеж, Тамбовская губерния

### 1919 год
- Южный фронт: Курск, Валуйки, Балашов
- Петроградский фронт: Ямбург
- Восточный фронт: Самара, Пенза, Симбирск, Казань, Вологда, Вятка
- Южный фронт: Козлов, Купянск, Изюм, Богучар, Харьков, Лозовая, Кременчуг, Миргород, Конотоп, Тула, Орёл
- Западный фронт: Петроград

### 1920 год
- Восточный фронт: Самара, Екатеринбург
- Западный фронт: Смоленск, Жлобин, Могилев
- Южный фронт: Харьков

## Значение и оценки
В своих воспоминаниях Троцкий отмечал, что почти вся его военная деятельность была связана с этим командным поездом. В свою очередь, состав был неотделим от жизни создаваемой Красной армии — он связывал фронт и тыл, «разрешал на месте неотложные вопросы, просвещал, призывал, снабжал, карал и награждал». В итоге железнодорожный состав Троцкого, по оценке ряда историков, стал одним из символов Гражданской войны.

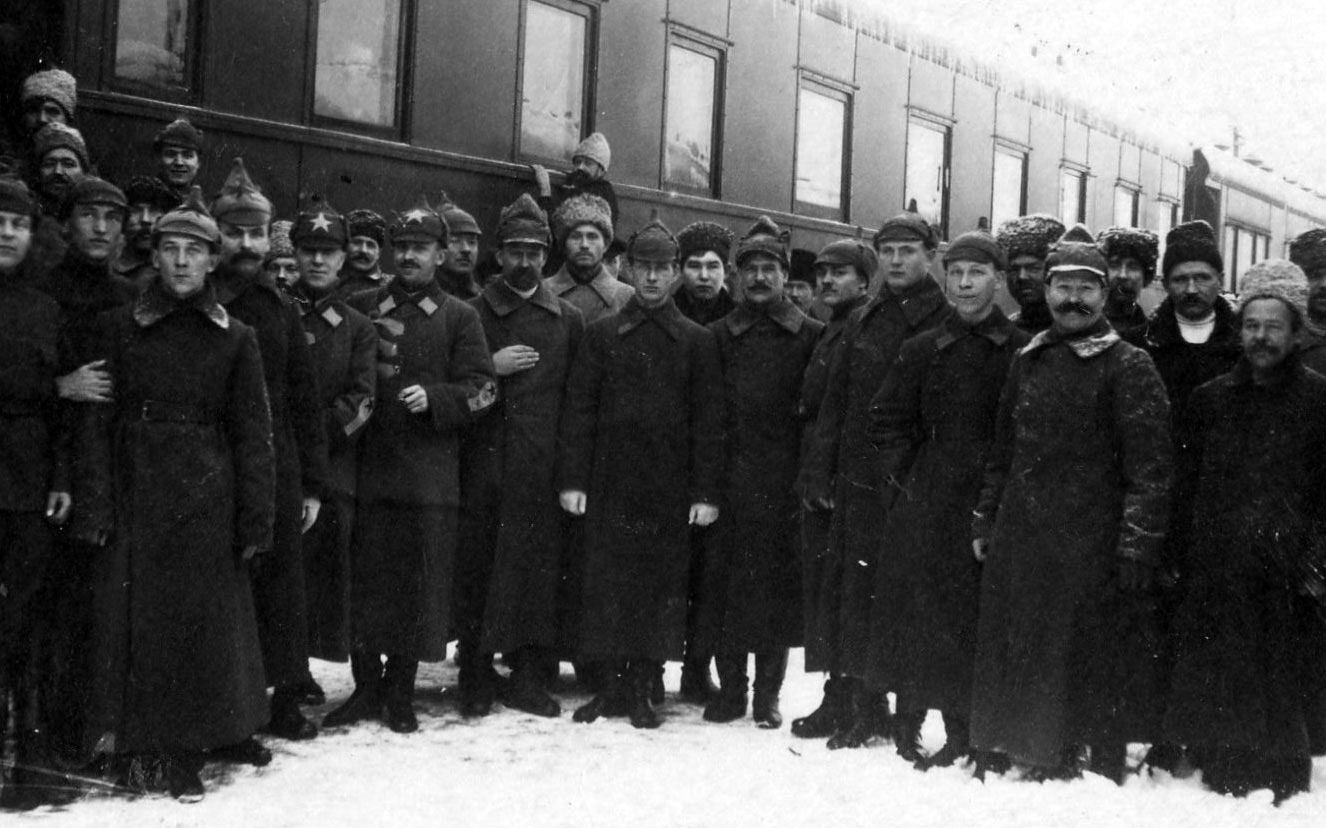
Командный состав поезда

В литературе можно встретить как отрицательные, так и положительные оценки поездок Троцкого на линию фронта. Так, уже в 1930-е годы член Реввоенсовета Карл Данишевский утверждал, что присутствие поезда Троцкого на фронте вызывало недовольство местных командиров, поскольку создавало ситуацию двоевластия и «путало их планы». Благожелательной оценки поезд наркома удостоил будущий эмигрант Семён Либерман: в своих воспоминаниях, опубликованных в США, он называл состав «красным ноевым ковчегом», поскольку в нём присутствовали специалисты по всем отраслям народного хозяйства РСФСР. По словам Либермана, сам Троцкий называл железнодорожный состав «поездом победы».
Во многом благодаря наркомовскому поезду Троцкий сумел принять самое активное участие в формировании Красной армии и её первых победах. Вследствие этого он «прочно закрепил своё положение в высшей большевистской партийно-государственной иерархии», определявшей политику Советской России и перспективы мировой революции. Биограф Троцкого Роберт Сервис подробно рассмотрел и проанализировал структуру поезда: историк видел в нём не просто транспортное средство наркома, а полноценную (и при том «уникальную») военно-политическую организацию — символ «неугомонного» (англ. restless) характера самого Троцкого, его физической и психической энергии.

## Награды и память
Деятельность сотрудников поезда на фронтах Гражданской войны заслужила несколько наград: в частности, 1 января 1919 года экипаж получил почётное знамя, а в ноябре 1919 года ему был вручен Орден Красного Знамени. В постановлении Реввоенсовета № 309 от 17 ноября 1919 года говорилось, что награждение производилось «за бои под Казанью в 1918 году, под Петроградом и в других местах на линии фронта Советской республики». Всего за годы Гражданской войны экипаж поезда потерял 15 человек убитыми и столько же пропавшими без вести, приняв участие в тринадцати боях: в 1919 году, к моменту окончания обороны Петрограда, убитых было трое, а раненых — девять человек.
В 1922 году, в рамках юбилейной выставки Красной армии, был устроен показ знаменитого поезда, а также проведена «Неделя истории поезда»: экспозиция включала в себя карты с маршрутами поезда в разные годы и диаграммы, демонстрировавшие деятельность команды в военной, агитационной и экономической сферах; в качестве экспонатов была выставлена и литература, изданная в типографии состава. После опалы и высылки Троцкого за пределы СССР история поезда, носившего когда-то «славное» имя наркомвоенмора, замалчивалась, как и вся деятельность революционера в годы Гражданской войны. В начале XXI века материалы газеты «В пути» представляли собой один из источников информации о Гражданской войне и строительстве военной организации советского государства.